# 张立同
张立同（1938年4月14日—），女，辽宁海城人，生于重庆，航空航天材料专家，中国工程院院士，西北工业大学教授。

## 履历[1]
- 1961年，于西北工业大学毕业。
- 1989年4月至1991年1月，在美国NASA空间结构材料商业发展中心作高级访问学者。
- 1995年，当选中国工程院院士。